# Sơn Tây (tỉnh cũ)

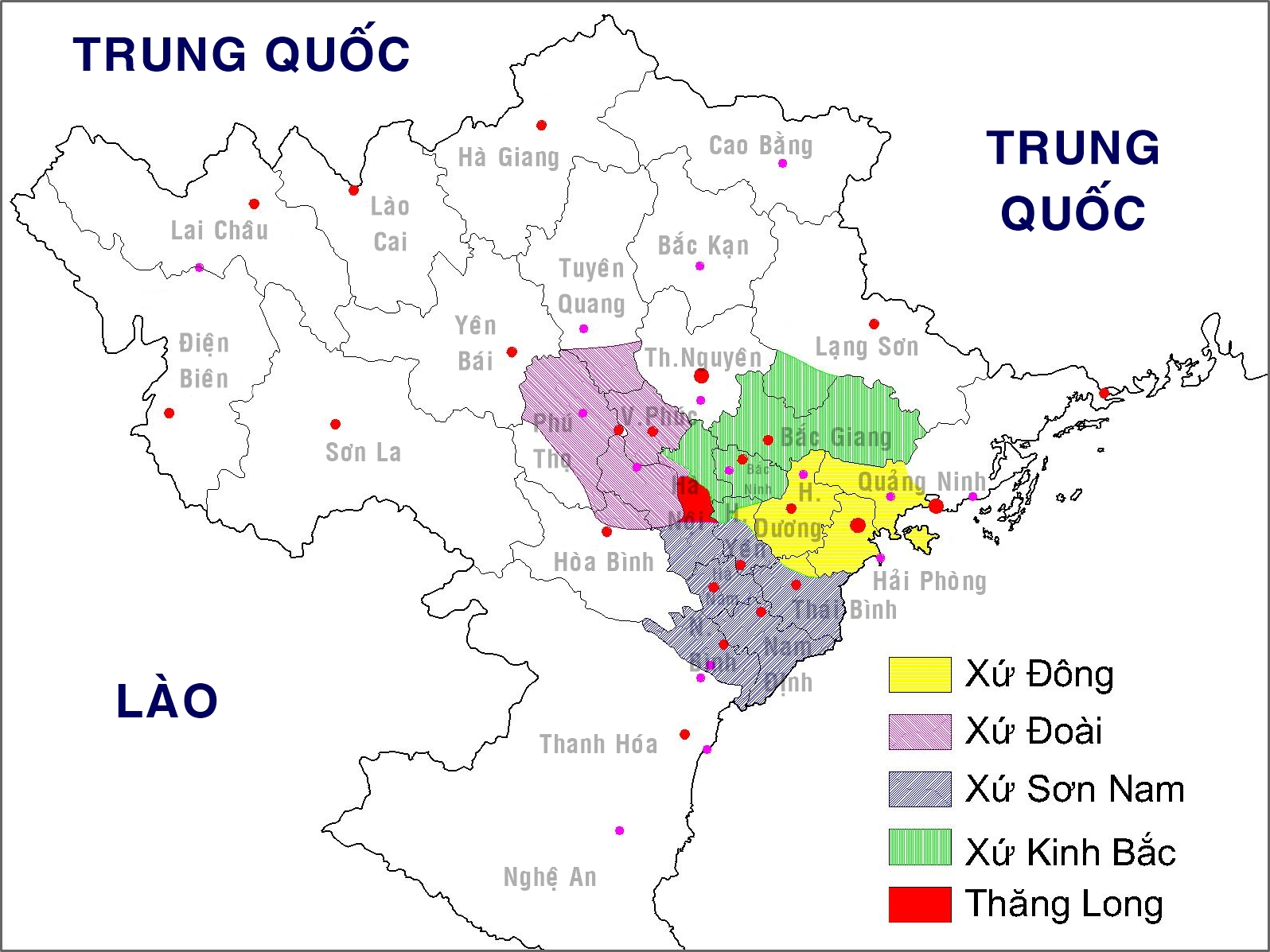
Xứ Đoài (màu hồng) ở phía tây Thăng Long

Sơn Tây thường gọi là Xứ Đoài là vùng đất cổ của người Việt, một trong bốn trọng Trấn ở phía tây thành Thăng Long xưa và bao trùm một phần các tỉnh Phú Thọ, Vĩnh Phúc, Hà Nội, Hòa Bình và Tuyên Quang ngày nay.

## Lịch sử

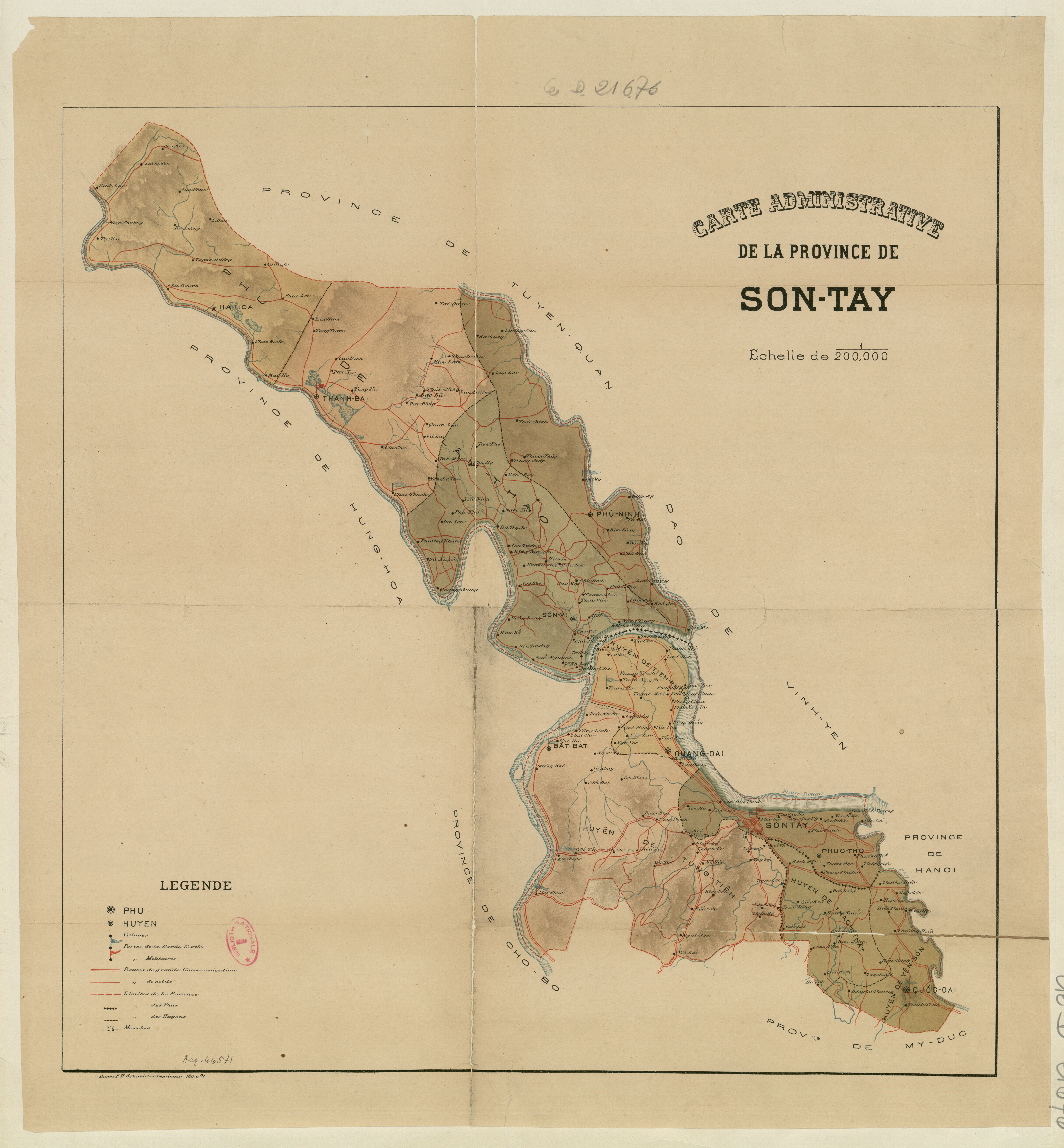
Tỉnh Sơn Tây còn lại năm 1891

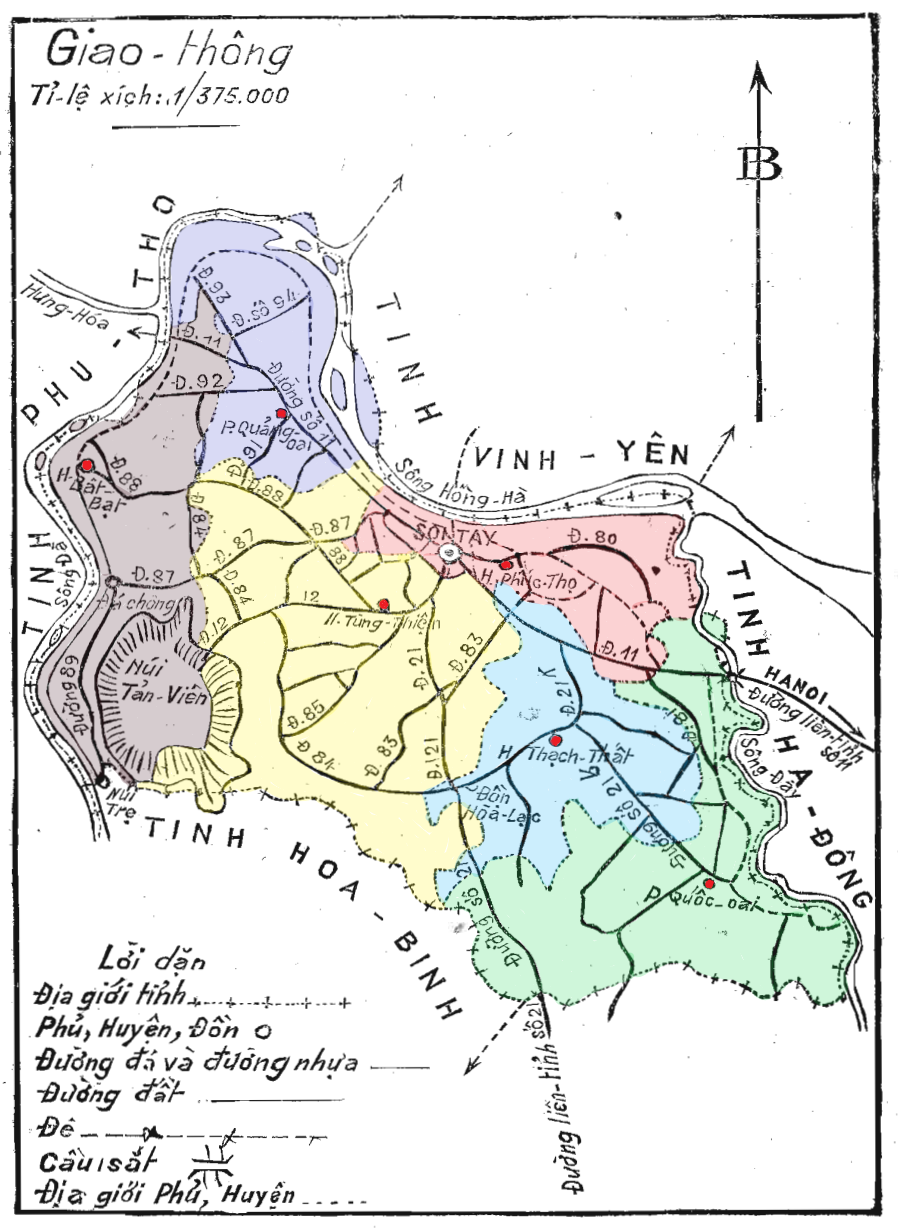
Bản đồ Sơn Tây tỉnh địa chí 1941

Các nền văn hóa khảo cổ Việt Nam lần đầu được phát hiện và đặt tên ở đây gồm: Văn hóa Sơn Vi (20.000-12.000 TCN), Văn hóa Phùng Nguyên (2.000-1.500 TCN), Văn hóa Đồng Đậu (1.500-1.000 TCN), Văn hóa Gò Mun (1.000-600 TCN) và rất nhiều các di chỉ khác đã minh chứng cho chiều dài lịch sử nơi này.
Xứ Đoài được gọi là đất Tổ, có kinh đô của các Vua Hùng, xưa thuộc 03 Bộ: Văn Lang, Phúc Lộc và Chu Diên (hoặc Văn Lang, Gia Ninh và Tân Xương). Ở đây có núi Tản được coi là núi Tổ do Sơn Tinh ngự trị, bên cạnh sông Đà hung dữ của Thủy Tinh và ngã ba Bạch Hạc có Mộc Tinh là những biểu tượng huyền thoại của Xứ Đoài. 
Thời thuộc Hán là đất 02 Huyện: Mê Linh và Chu Diên, nơi Hai Bà Trưng khởi nghĩa và đóng đô. Sau là đất quận Tân Xương và một phần các quận Vũ Bình, Giao Chỉ. Thời Tùy - Đường, gồm 02 Châu: Phong và Phúc Lộc, cùng một phần Giao Châu (có huyện Thái Bình và huyện Giao Chỉ) quê hương Lý Nam Đế, Phùng Hưng và Ngô Quyền. Suốt thời Bắc thuộc, nơi đây thường xuyên diễn ra chiến sự tại: cửa Hát Môn, căn cứ Cấm Khê, hồ Điển Triệt, động Khuất Lão, bãi Quân Thần, thành Ô Diên, ấp Đường Lâm, thôn Đường Nguyễn... 
Thời Ngô - Đinh - Tiền Lê, gồm 03 Châu: Phong, Quốc Oai và Chân Đăng, từng có 5/12 sứ quân cát cứ gồm: Ngô Nhật Khánh (Đường Lâm, Sơn Tây), Kiều Công Hãn (Phong Châu, Vĩnh Tường), Kiều Thuận (Hồi Hồ, Cẩm Khê), Đỗ Cảnh Thạc (Thành Quèn, Quốc Oai) và Nguyễn Khoan (Gia Loan, Yên Lạc) cho thấy đây là vùng đất cốt lõi và quan trọng bậc nhất.
Thời Lý - Trần, gồm 03 Lộ: Tam Giang, Tam Đái và Quốc Oai. Thời Hồ, phòng tuyến hiểm yếu nhất là thành Đa Bang ở Ba Vì thất thủ, giặc Minh tràn vào Thăng Long và chỉ ít lâu sau nước ta lại bị đô hộ. Tên gọi Quốc Oai (vùng đất oai hùng) bị giặc đổi thành Oai Man (man di mọi rợ). Ngoài ra còn 06 Châu: Từ Liêm, Tam Đái, Tuyên Giang, Thao Giang, Đà Giang, Quảng Oai và 01 thành Tam Giang. 
Trong khởi nghĩa Lam Sơn, nơi đây ghi dấu chiến thắng bước ngoặt Tốt Động Chúc Động. Đầu thời Hậu Lê gồm 03 Lộ: Quốc Oai Thượng - Trung - Hạ, thuộc Tây Đạo. Năm 1466 đặt là Thừa tuyên Quốc Oai. Năm 1469 đổi là Thừa tuyên Sơn Tây. Năm 1490 gọi là Xứ, sau đổi thành Trấn. Tên Xứ Đoài được cho là xuất phát từ một quẻ trong Kinh Dịch: Đoài phương tĩnh nhất khu (vùng đất yên tĩnh phía tây kinh đô) và kể từ đó nơi đây rất ít bị ảnh hưởng bởi chiến sự. 
Thời Nguyễn, cho xây thành cổ đá ong và gọi là Tỉnh từ năm 1831. Trận Sơn Tây năm 1883 với sự tham gia của quân Cờ Đen khiến quân Pháp thiệt hại nhiều nhất kể từ khi gây hấn Bắc Kỳ. Sau đó Xứ Đoài lần lượt bị cắt đất về các tỉnh Hưng Hóa, Hà Đông, Hòa Bình, Tuyên Quang và Vĩnh Yên. Từ thời Pháp thuộc, nơi này đã trở thành "thủ đô của lính" với rất nhiều các doanh trại và trường quân đội.
Năm 1965, Sơn Tây sáp nhập với Hà Đông thành tỉnh Hà Tây, sau đó từng sáp nhập với Hòa Bình thành tỉnh Hà Sơn Bình. Năm 1968, Phú Thọ sáp nhập với Vĩnh Phúc thành tỉnh Vĩnh Phú. Năm 2008, Hà Tây cùng một phần Vĩnh Phúc và Hòa Bình sáp nhập vào Hà Nội. Tên Sơn Tây nay thường chỉ dùng cho thị xã Sơn Tây, còn tên Xứ Đoài vẫn thường được hiểu là 03 Tỉnh: Phú Thọ, Vĩnh Phúc và Hà Tây (dù Hà Tây gồm cả Sơn Nam Thượng) trong khi một phần Hòa Bình, Tuyên Quang ít được nhắc tới.

## Địa lý

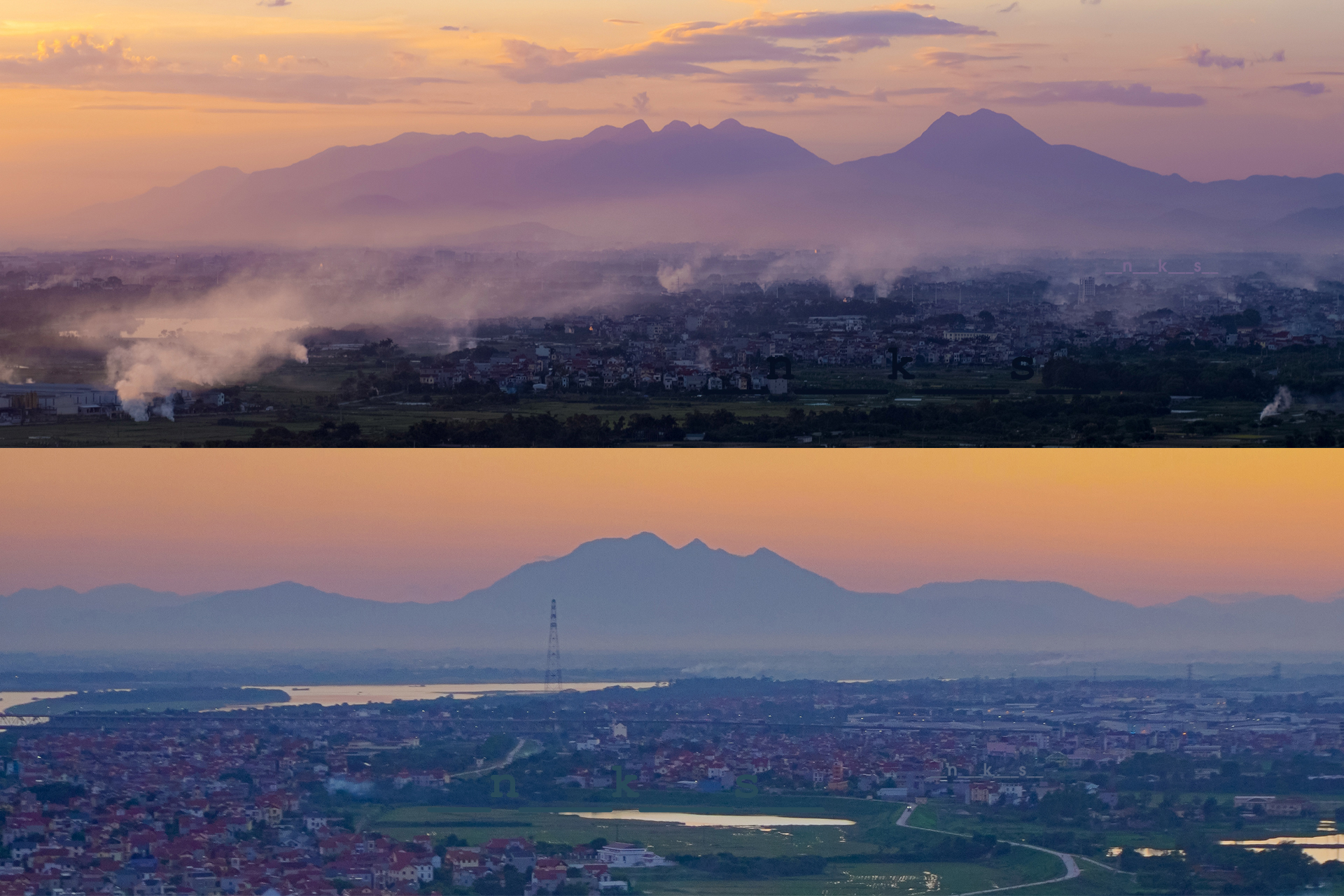
Dãy Tam Đảo (trên) và Ba Vì (dưới)

Thành cổ Sơn Tây xây bằng đá ong

Theo Dư địa chí của Nguyễn Trãi soạn xong sớm nhất năm 1435 thì Sơn Tây thời Lê có 6 lộ phủ, 24 huyện, 1368 làng xã. Theo Lịch triều hiến chương loại chí của Phan Huy Chú, trị sở ban đầu ở La Phẩm (Tản Hồng, Ba Vì), sau dời về Cam Giá (Đường Lâm, Sơn Tây). Vị trí địa lý của Sơn Tây khi ấy là:
- Đông giáp Thăng Long, Kinh Bắc và Sơn Nam
- Bắc giáp Tuyên Quang, Thái Nguyên
- Tây giáp Hưng Hóa
- Nam giáp Thanh Hóa[i]

Trung tâm Xứ Đoài là ngã tư sông Đà, sông Thao, sông Lô và phụ lưu sông Phó Đáy. Tất cả hợp lưu tại Phủ Tam Đái tạo thành sông Hồng, rồi tạo thêm các nhánh sông Hát, sông Nhuệ và sông Cà Lồ. Ngoài ra còn có sông Tích bắt nguồn từ núi Ba Vì, sông Phan từ núi Tam Đảo, cùng sông Bùi và sông Bôi ra từ vùng núi Mỹ Lương. Ca dao có câu "Nhất Tam Đái, nhì Khoái Châu" cho thấy Tam Đái là miền đất màu mỡ nhất miền Bắc. Nhưng ngoài Phủ Tam Đái thì chỉ có Phủ Quốc Oai địa hình khá bằng phẳng, còn lại Xứ Đoài đều nhiều đồi núi.
Ở phía đông bắc là dãy Tam Đảo cao 1591m, kéo dài khoảng 60km. Ở phía tây nam gồm dãy Ba Vì cao 1296m, dãy Viên Nam cao 1031m và vùng núi đá vôi Mỹ Lương trải dài cũng khoảng 60km. Hai phía núi chạy song song bao bọc lấy Xứ Đoài. Với thế tay vịn hai bên, kinh đô Phong Châu của các Vua Hùng nằm giữa và sau lưng theo truyền thuyết là 99 ngọn núi voi chầu. Còn Phủ Quốc Oai thì nổi tiếng với danh thắng Thập lục kỳ sơn là 16 ngọn núi sót lại giữa đồng bằng. Cùng với Phủ Quảng Oai kế bên là hai nơi có nghề khai thác đá ong và nhiều kiến trúc cổ xây từ loại vật liệu này.

## Hành chính

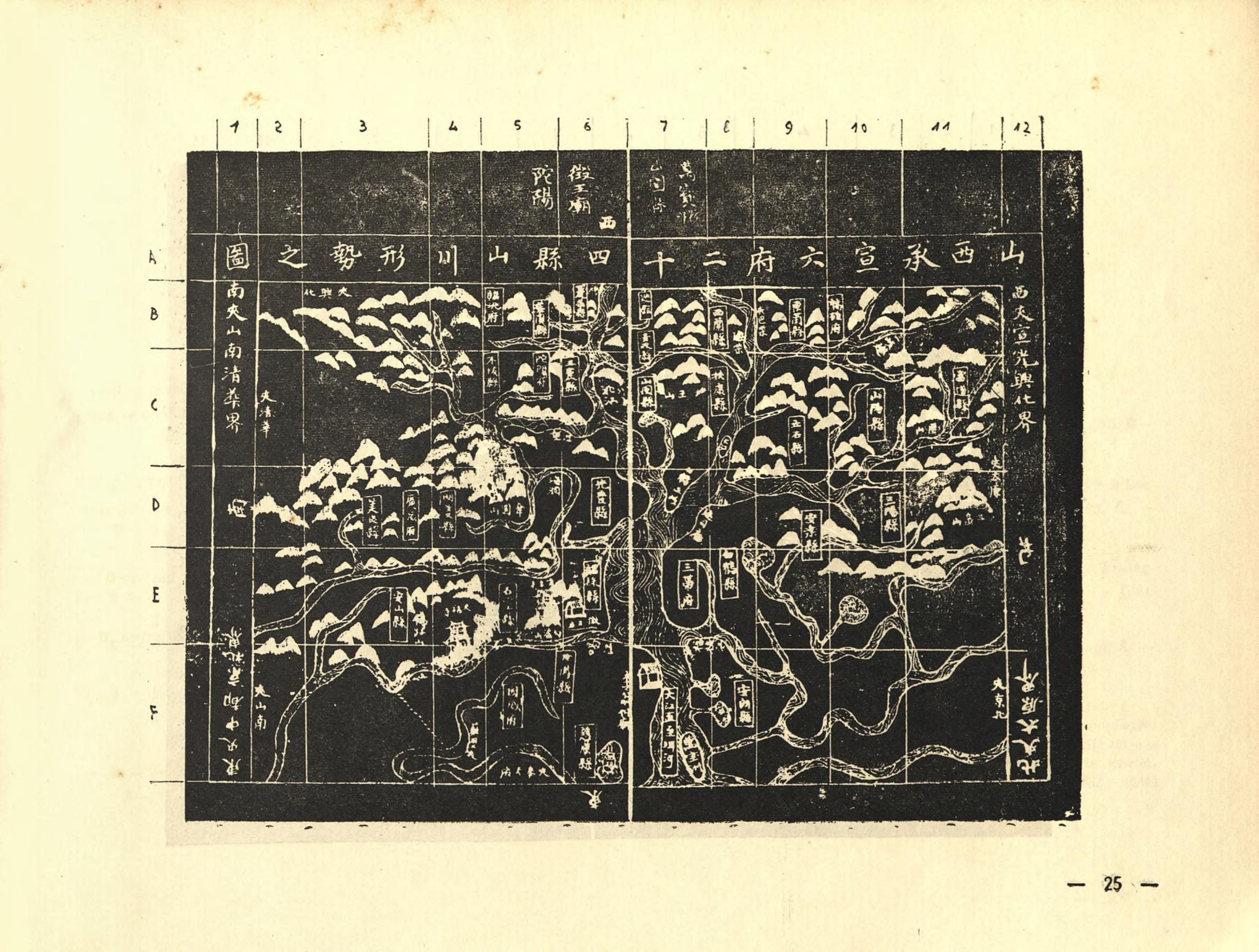
Thừa tuyên Sơn Tây trong Bản đồ Hồng Đức thời Lê (vẽ xoay 90^{o})

### Thời Lê - 24 huyện
- Phủ Quốc Oai 5 huyện: Từ Liêm, Đan Phượng, Yên Sơn, Thạch Thất, Phúc Lộc.
- Phủ Quảng Oai 2 huyện: Minh Nghĩa và Mỹ Lương.
- Phủ Đà Dương 2 huyện: Tam Nông và Bất Bạt.
- Phủ Tam Đái 6 huyện: Yên Lãng, Yên Lạc, Bạch Hạc, Tiên Phong, Phù Khang, Lập Thạch.
- Phủ Lâm Thao 4 huyện: Sơn Vi, Hoa Khê, Hạ Hoa và Thanh Ba.
- Phủ Đoan Hùng 5 huyện: Tây Lan, Đông Lan, Sơn Dương, Đương Đạo, Tam Dương.

Theo sách Tên làng xã Việt Nam đầu thế kỷ 19 , bỏ Phủ Đà Dương, gộp thành 5 phủ:
Phủ Quốc Oai cắt Phúc Lộc đổi lấy Mỹ Lương từ Phủ Quảng Oai, gồm 5 huyện: 
1. Từ Liêm 13 tổng: Thượng Hội, Thượng Trì, Hạ Trì, Phú Gia, Minh Cảo, Cổ Nhuế, Dịch Vọng, Hương Canh, Tây Đam, Thượng Ốc, Yên Lũng, La Nội, Thiên Mỗ. Nay là Cầu Giấy, Nam Từ Liêm, Bắc Từ Liêm, cùng một phần Đan Phượng, Hoài Đức, Tây Hồ, Thanh Xuân, Hà Đông.
2. Đan Phượng 8 tổng: Đắc Sở, Dương Liễu, Kim Thìa, Sơn Đồng, Thanh Mạc, Đan Phượng Thượng, Thượng Hiệp, Hạ Hiệp. Nay là một phần Đan Phượng, Hoài Đức, Phúc Thọ.
3. Yên Sơn 8 tổng: Hoàng Xá, Thạch Thán, Cấn Xá, Yên Kiện, Tiên Lữ, Lật Sài, Bất Lạm, Lạp Thượng. Nay là Quốc Oai cùng một phần Chương Mỹ.
4. Thạch Thất 7 tổng: Tường Phiêu, Lạc Trị, Đại Đồng, Kim Quan, Hương Ngải, Thạch Xá, Cần Kiệm. Nay là Thạch Thất cùng một phần Phúc Thọ.
5. Mỹ Lương 7 tổng: Cao Bộ, Phương Hương, Mỹ Lương, Dã Cát, An Lạc, Kim Bôi, Minh Lương. Nay là vùng núi Thạch Thất, Quốc Oai, Chương Mỹ, Lương Sơn, Kim Bôi.

Phủ Quảng Oai có 4 huyện, trong đó Minh Nghĩa đổi tên là Tùng Thiện:
1. Phúc Lộc 11 tổng: Cam Giá Thượng, Cam Giá Thịnh, Phù Sa, Võng Xuyên, Nhân Lý, Thụy Phiêu, Cựu Đình, Xuân Vân, Cảo Thượng, Phù Long, Phú Châu. Nay là Phúc Thọ cùng một phần TX. Sơn Tây, Ba Vì.
2. Tiên Phong 7 tổng: Thanh Lãng, Mộc Hoàn, Châu Chàng, Thanh Mai, Phú Xuyên, Tang Thác, Tây Đằng. Nay là bắc Ba Vì.
3. Bất Bạt 6 tổng: Hạ Bì, Khê Thượng, Lương Tuyền, La Phù, Tu Vũ, Hoằng Nhuệ. Nay là Thanh Thủy, tây nam Ba Vì, TP. Hòa Bình và một phần Cao Phong.
4. Tùng Thiện 6 tổng: Thanh Vị, Phú Kỳ, Vật Lại, Cẩm Đái, Bối Sơn, Mỹ Tuyền. Nay là TX. Sơn Tây và đông nam Ba Vì.

Phủ Tam Đái còn 5 huyện, sau đổi tên là Phủ Vĩnh Tường: 
1. Yên Lãng 9 tổng: Yên Lãng, Kim Đà, Hạ Lôi, Hương Canh, Bạch Trữ, Thiên Lộc, Quải Mai, Hải Bối, Võng La. Nay là Mê Linh cùng một phần Bình Xuyên, Phúc Yên, Đông Anh.
2. Yên Lạc 15 tổng: Lương Điền, Đông Lỗ, Đường Xá, Hương Nha, Thọ Lão, Xa Mạc, Hoàng Xuyết, Đạo Tú, Quan Đài, Hội Thượng, Hội Hạ, Đồng Hồn, Nguyễn Xá, Bình Quán, Hưng Lục. Nay là Yên Lạc và Vĩnh Yên.
3. Bạch Hạc 8 tổng: Đồng Phú, Mộ Chu, Nghĩa Yên, Đồng Vệ, Thượng Trưng, Nhật Chiêu, Tuân Lộ, Kiên Cương. Nay là Vĩnh Tường và một phần nhỏ Việt Trì.
4. Phù Khang 9 tổng: Tử Đà, Phù Lão, Phượng Lân, Hạ Hoàng, Lâu Thượng, Minh Nông, Khải Xuân, Kim Lăng, Trâm Nhĩ. Nay là Phù Ninh và Việt Trì.
5. Lập Thạch 11 tổng: Cao Mật, Sơn Tây, Hạ Ích, Bình Hòa, Tĩnh Luyện, Thượng Đạt, Tử Du, Yên Xá, Đạo Ky, Nhân Mục, Bạch Lưu. Nay là Lập Thạch và H. Sông Lô.

Phủ Lâm Thao thêm Tam Nông thành 5 huyện:
1. Sơn Vi 9 tổng: Vĩnh Lai, Cao Xá, Tiên Minh, Do Nghĩa, Chu Khổng, Xuân Lũng, Yên Phú, Hạ Mạo, Yên Lệnh. Nay là Lâm Thao và một phần Việt Trì, TX. Phú Thọ.
2. Hoa Khê 6 tổng: Điêu Lương, Trương Xá, Phú Khê, Nga Phú, Tạ Xá, Nguyễn Xá. Nay tên Cẩm Khê.
3. Hạ Hoa 8 tổng: Động Lâm, Văn Lang, Nhữ Hạ, Đan Thượng, Đại Phạm, Xuân Áng, Lãnh Sơn, Văn Chiếu. Nay tên Hạ Hòa.
4. Thanh Ba 9 tổng: Vĩnh Chân, An Khâu, Thanh Cù, Hoàng Cương, Mạn Lạn, Chi Chủ, Ninh Dân, Phao Thanh, Lương Lỗ.
5. Tam Nông 5 tổng: Văn Lang, Hiền Quan, Tứ Mỹ, Thượng Nông, Dị Nậu.

Phủ Đoan Hùng vẫn 5 huyện cũ chỉ đổi tên:
1. Tây Quan 6 tổng: Nghĩa Quân, Đại Thân, Thượng Khê, Ca Đình, Lũ Độ, Minh Doãn. Nay là Đoan Hùng.
2. Đông Quan 3 tổng: Ngọc Chúc, Vân Nham, Nghĩa Khê. Nay là phía tây Đoan Hùng.
3. Sơn Dương 9 tổng: Át Sơn, Yên Lịch, Lương Viên, Đồng Chương, Linh Xuyên, Mẫn Hóa, Hội Kế, Hữu Vũ, Gia Mông.
4. Đương Đạo 7 tổng: Kim Quan Thượng, Khang Lực, Tứ Lân, Phượng Liễn, Hồng La, Bắc Hoàng, Đồng Liêu. Nay là bắc Sơn Dương.
5. Tam Dương 7 tổng: Quyết Trung, Quan Ngoại, Tam Lộng, Miêu Duệ, Lữ Lương, Hoàng Chỉ, Yên Dương. Nay là Tam Dương và Tam Đảo, cùng một phần Vĩnh Yên, Bình Xuyên.

### Thời Nguyễn - chia tách

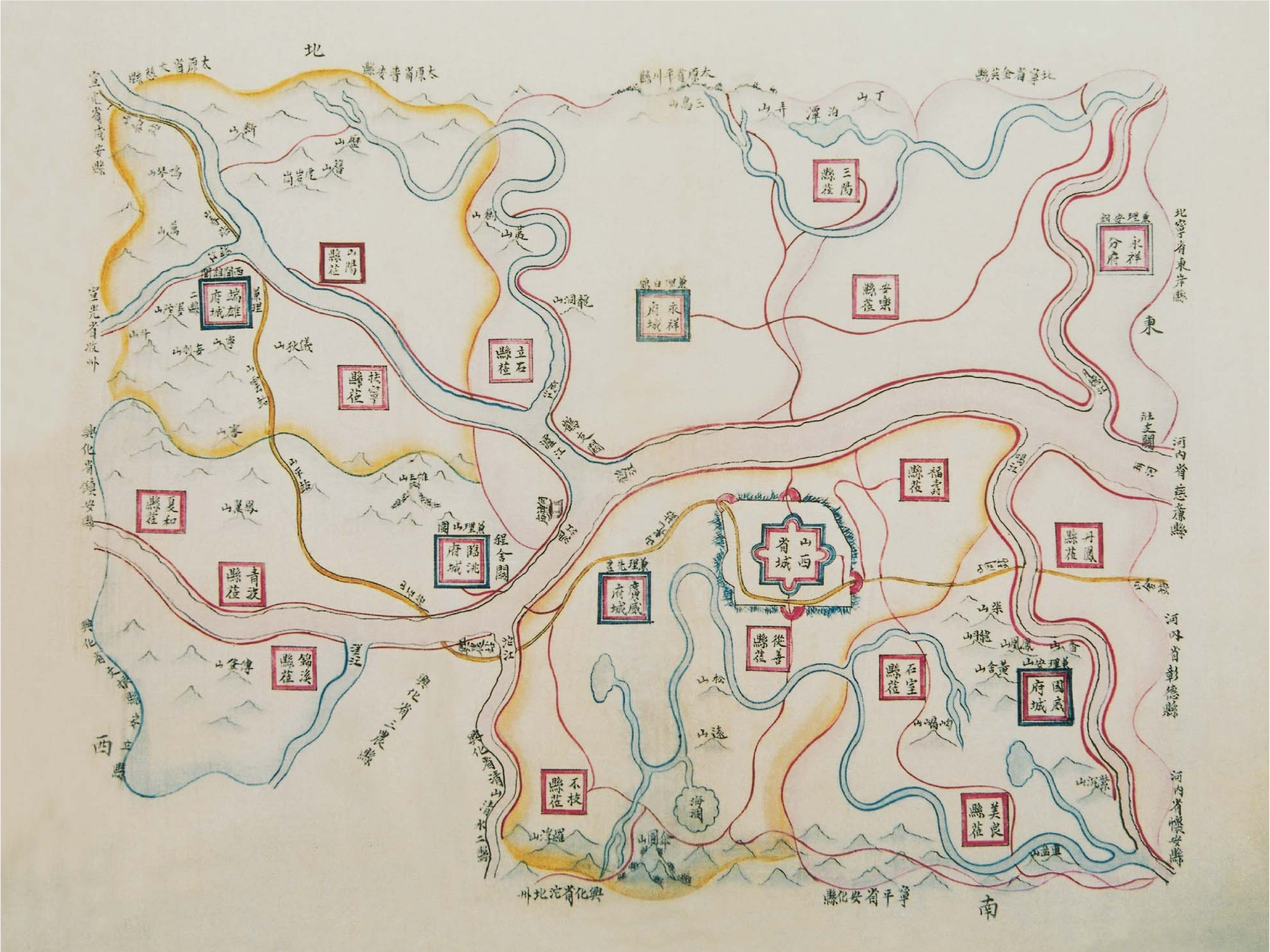
Bản đồ Sơn Tây trong Đồng Khánh địa dư chí thời Nguyễn

- Năm 1831: cắt huyện Tam Nông về tỉnh Hưng Hóa, huyện Từ Liêm về tỉnh Hà Nội.
- Năm 1886: cắt phía nam huyện Bất Bạt lập xứ Mường tự trị (tỉnh Hòa Bình).
- Năm 1888: cắt phủ Đoan Hùng về tỉnh Tuyên Quang.
- Năm 1890: cắt phủ Vĩnh Tường lập tỉnh Vĩnh Yên.
- Năm 1891: cắt phủ Lâm Thao về tỉnh Hưng Hóa, huyện Mỹ Lương lập đạo Mỹ Đức.
- Năm 1904: cắt huyện Đan Phượng về tỉnh Hà Đông.

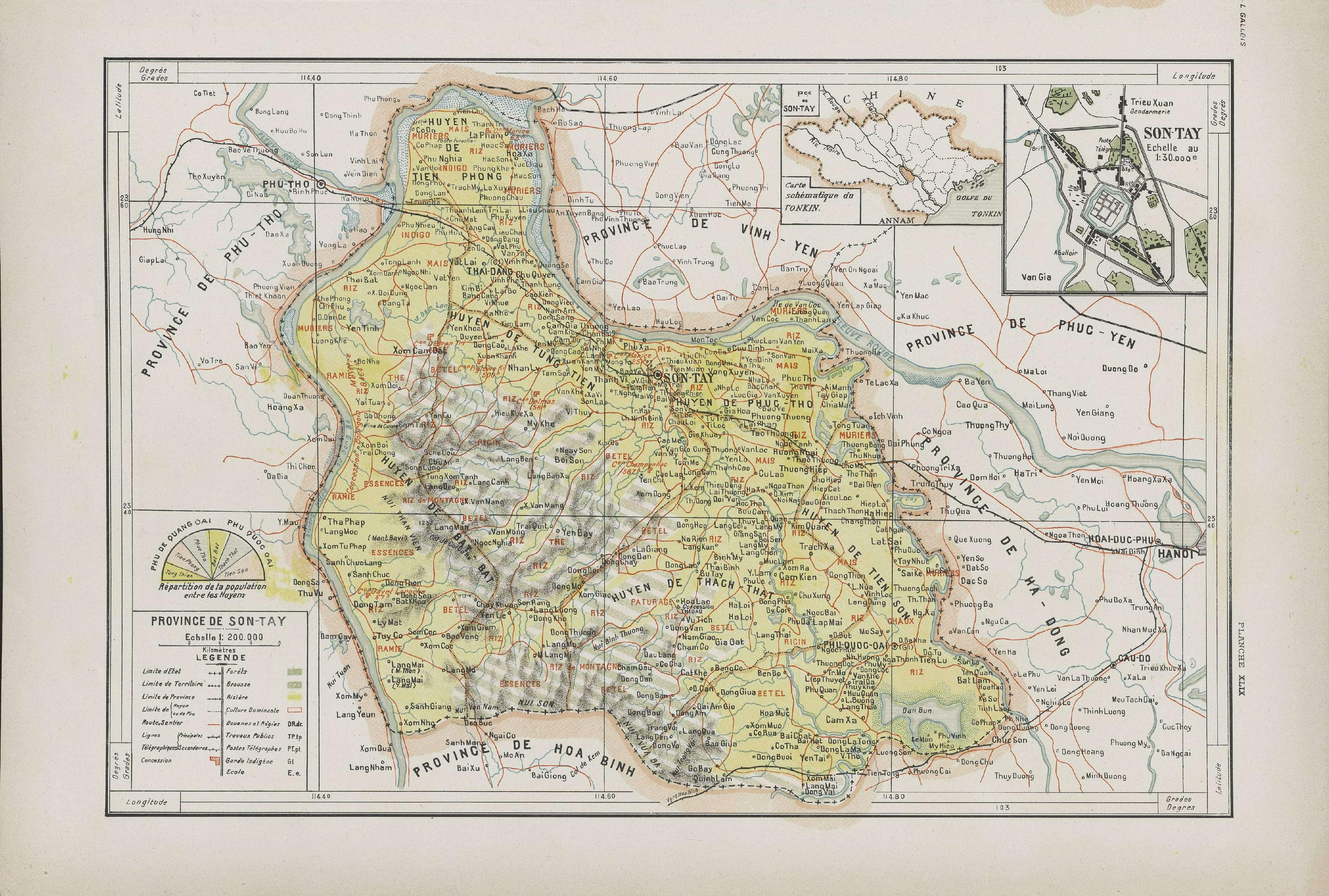
Bản đồ tỉnh Sơn Tây năm 1909

Từ đó tới năm 1965, tỉnh Sơn Tây chỉ còn nằm gọn trong ba sông Đà, Hồng, Hát với 7 đơn vị hành chính:
1. Phủ/Huyện Quốc Oai: Hoàng Xá, Thượng Hiệp, Hạ Hiệp, Lật Sài, Liệp Mai, Dã Cát, Thạch Thán, Tiên Lữ, Bất Lạm, Cấn Xá.
2. Phủ/Huyện Quảng Oai: Tây Đằng, Chu Quyến, Phú Xuyên, Thanh Lạng, Kiều Mộc, Thanh Mai, Vật Lại
3. Huyện Phúc Thọ: Phù Xa, Cam Thịnh, Cựu Đình, Võng Xuyên, Vĩnh Phúc, Xuân Vân, Phú Châu, Phù Long, Phụng Thượng
4. Huyện Thạch Thất: Kim Quan, Lạc Trị, Đại Đồng, Hương Ngải, Thạch Xá, Cần Kiệm
5. Huyện Tùng Thiện: Thanh Vị, Cam Thượng, Nhân Lý, Thụy Phiêu, Mỹ Khê, Bối Sơn, Tường Phiêu, La Gián
6. Huyện Bất Bạt: Thủ Pháp, Phú Nghĩa, Cẩm Đái, Phú Hữu, Khê Thượng
7. Thị xã Sơn Tây: lập năm 1924, rộng 150 mẫu (0,54 km2 trong đó Thành cổ Sơn Tây rộng 0,16 km2), trên đất huyện Phúc Thọ và Tùng Thiện ở các làng: Phú Nhi, Thuần Nghệ, Phù Xa, Mai Đạm Chai và Nghĩa Phủ.

## Văn hóa

### Dân tộc và danh nhân
Dân tộc: Dân cư nay chủ yếu là người Kinh. Tuy nhiên, theo Tổng điều tra dân số 2019  có 57,14% người Mường cả nước cư trú ở Xứ Đoài. Trong đó Hà Nội còn 4,29%, Phú Thọ 15,04% và Hòa Bình 37,81%. Từ tên các địa danh cổ (Mê Linh, Văn Lang, sông Hát... đều có nguồn gốc tiếng Mường và vô nghĩa nếu xét theo Hán Nôm) hay sự tương đồng về văn hóa và đặc biệt là giọng nói - đều cho thấy dân tỉnh Đoài là người Mường - Việt cổ. Ngoài ra, Phủ Quốc Oai xưa còn có hàng ngàn tù binh Chăm sau mỗi lần chinh phạt Chiêm Thành.
Giọng nói: Theo Sơn Tây tỉnh địa chí : "nhân dân nói tiếng nặng không khác gì nhân dân Trung Kỳ... lắm nơi nhân dân lại dùng các thổ âm khác hẳn với tiếng ta thường nói...". Theo PGS.TS Phạm Văn Hảo thì dân tỉnh Đoài nói tiếng Mường được Việt hóa.
Tính cách: Dư địa chí  của Nguyễn Trãi có lời bình: "Ở vùng Sơn Tây người thuần hậu, phong tục chất phác; tuy qua nhiễu loạn, chưa hề cường ngạnh bao giờ"
Quân chủ: Hùng Vương, Hai Bà Trưng, Lý Nam Đế, Lý Phật Tử, Lý Thiên Bảo, Phùng Hưng, Phùng An, Ngô Quyền. Huyền thoại: Sơn Tinh, Thủy Tinh, Mộc Tinh, Lý Ông Trọng, Từ Đạo Hạnh... Quan lại: Tinh Thiều, Lý Phục Man, Tô Hiến Thành, Đỗ Kính Tu, Trần Nguyên Hãn, Nguyễn Sư Mạnh, Phùng Khắc Khoan, Giang Văn Minh, Nguyễn Kính, Phan Huy Chú, Phan Kế Toại... Chính khách: Nguyễn Thái Học, Nguyễn Cao Kỳ, Xuân Thủy, Nguyễn Văn Huyên, Trần Duy Hưng, Khuất Duy Tiến, Phan Trọng Tuệ, Văn Tiến Dũng, Lê Trọng Tấn, Phùng Quang Thanh, Đỗ Bá Tỵ, Lương Cường, Phạm Gia Khiêm... Văn thơ: Trần Thế Pháp, Tản Đà, Phạm Tiến Duật, Quang Dũng... Âm nhạc: Duy Trác, Trần Hiếu, Trần Tiến, Phú Quang, Phan Lạc Hoa.. Hội họa: Nguyễn Gia Trí, Bùi Xuân Phái, Nguyễn Đỗ Cung, Phan Kế An... Sân khấu: Tào Mạt, Lại Văn Sâm, Xuân Bắc... Thể thao: Nguyễn Lộc, Hoàng Xuân Vinh...

### Di tích và danh thắng
Đền và lăng: Đền Hùng với lễ Giổ Tổ mồng 10 tháng ba là cái tên nổi bật nhất ở Xứ Đoài. Kế đến là Đền Mẫu Âu Cơ khai hội mồng 6 tháng giêng. Đền Hạ Lôi và Đền Hát Môn cùng thờ Hai Bà Trưng - làm lễ rước bánh trôi vào mồng 6 tháng ba. Ngoài ra còn có Lăng Ngô Quyền và Đền Phùng Hưng ở Làng cổ Đường Lâm; Đền Lý Nam Đế ở Tam Nông, Đan Phượng, Hoài Đức... Những nơi thờ Sơn Tinh có tứ cung (nổi tiếng nhất là Đền Và), ba đền trên núi Ba Vì, dưới chân núi (như Đình Tường Phiêu), bên kia sông Đà (Đền Lăng Sương) và bên kia sông Hồng (Đền Ngự Dội)... đều tổ chức chính hội ngày 15 tháng giêng.
Đình làng: Dân gian có câu "Cầu Nam, chùa Bắc, đình Đoài" ý nói biểu tượng của Xứ Sơn Nam là những cây cầu, Xứ Kinh Bắc có nhiều chùa cổ và Xứ Đoài nổi tiếng nhất về kiến trúc đình làng. Có 08 trên tổng số 10 ngôi đình được xếp hạng di tích quốc gia Đặc biệt của Việt Nam nằm ở đây là: Đình So, Đình Chèm, Đình Tây Đằng, Đình Tường Phiêu, Đình Hạ Hiệp, Đình Đại Phùng, Đình Thổ Tang và cụm Đình Hương Canh. Còn những ngôi đình là di tích quốc gia thì rất rất nhiều, như Đình Chu Quyến, Đình Mông Phụ, Đình Yên Sở... Trong đó hội làng dừa Yên Sở thờ tướng Lý Phục Man được tổ chức vào tháng ba rất hoành tráng.
Chùa chiền: Phủ Quốc Oai nổi tiếng với Tứ đại danh thắng gồm: Chùa Thầy trên núi Sài Sơn thờ thánh Từ Đạo Hạnh và lễ hội mồng 7 tháng ba, Chùa Tây Phương trên núi Câu Lậu có 18 pho tượng La Hán tuyệt đẹp đi vào thơ ca, Chùa Trăm Gian trên núi Tiên Lữ và Chùa Trầm trên núi Tử Trầm Sơn xưa kia vua Lê đặt hành cung. Còn ở Vĩnh Phúc có quần thể Chùa Tây Thiên trên núi Tam Đảo và Tháp Chùa Vĩnh Khánh đều là di tích quốc gia Đặc biệt.
Sông núi: Ngoài Vườn quốc gia Ba Vì và Vườn quốc gia Tam Đảo với khí hậu mát mẻ, từ xưa đã được người Pháp chọn để xây dựng khu nghỉ mát; còn có Núi Viên Nam, Hồ Đồng Mô, Hồ Suối Hai, Hồ Hòa Bình, Đầm Ao Châu, Suối nóng Kim Bôi...

### Di sản phi vật thể
Phong tục và lễ hội: Tín ngưỡng thờ cúng Hùng Vương được UNESCO vinh danh là di sản văn hóa phi vật thể đại diện của nhân loại. Theo Đại Nam nhất thống chí tới thời Nguyễn, ở Bất Bạt và Mỹ Lương vẫn lấy tháng 11 âm lịch (tháng Tý) làm đầu năm mới, theo truyền thống từ thời Vua Hùng. Đến nay vẫn có một số nơi ăn Tết, xông đất, mở cửa rừng, ăn đất... (như ở Lập Thạch). Ngoài những lễ hội gắn với các nhân vật lịch sử, còn có các lễ hội giải trí như Hội phết Hiền Quan, Chọi trâu Hải Lựu, Hội diều Bá Dương Nội ...
Nghệ thuật và mỹ nghệ: Xứ Đoài có hát xoan cũng được UNESCO vinh danh là di sản văn hóa phi vật thể đại diện của nhân loại. Múa rối nước làng Ra là một phường nổi tiếng có từ thời Lý, khởi nguồn từ làng mộc Chàng Sơn với truyền thống từ thời Hùng Vương. Ngoài ra còn có hát Chèo Tàu ở Đan Phượng, hát Dô ở Quốc Oai, dòng tranh Kim Hoàng ở Hoài Đức, làng gốm Hương Canh và mây tre đan Phú Vinh... đều rất đặc sắc. Làng lụa Vạn Phúc nổi tiếng xưa kia cũng thuộc Xứ Đoài.
Đặc sản: Bánh hòn là món ăn phổ biến khắp Xứ Đoài. Ở Phú Thọ có cọ ỏm, thịt chua, cá anh vũ, bưởi Đoan Hùng... Ở Vĩnh Phúc có rau su su, cá thính... Gần Sơn Tây có gà Mía, chè lam, bánh tẻ, cà dầm tương, nem Phùng, bưởi Diễn, miến So, sữa Ba Vì... Còn người Mường có rượu cần, cơm lam, cá nướng sông Đà kẹp vỉ tre...

## Hình ảnh

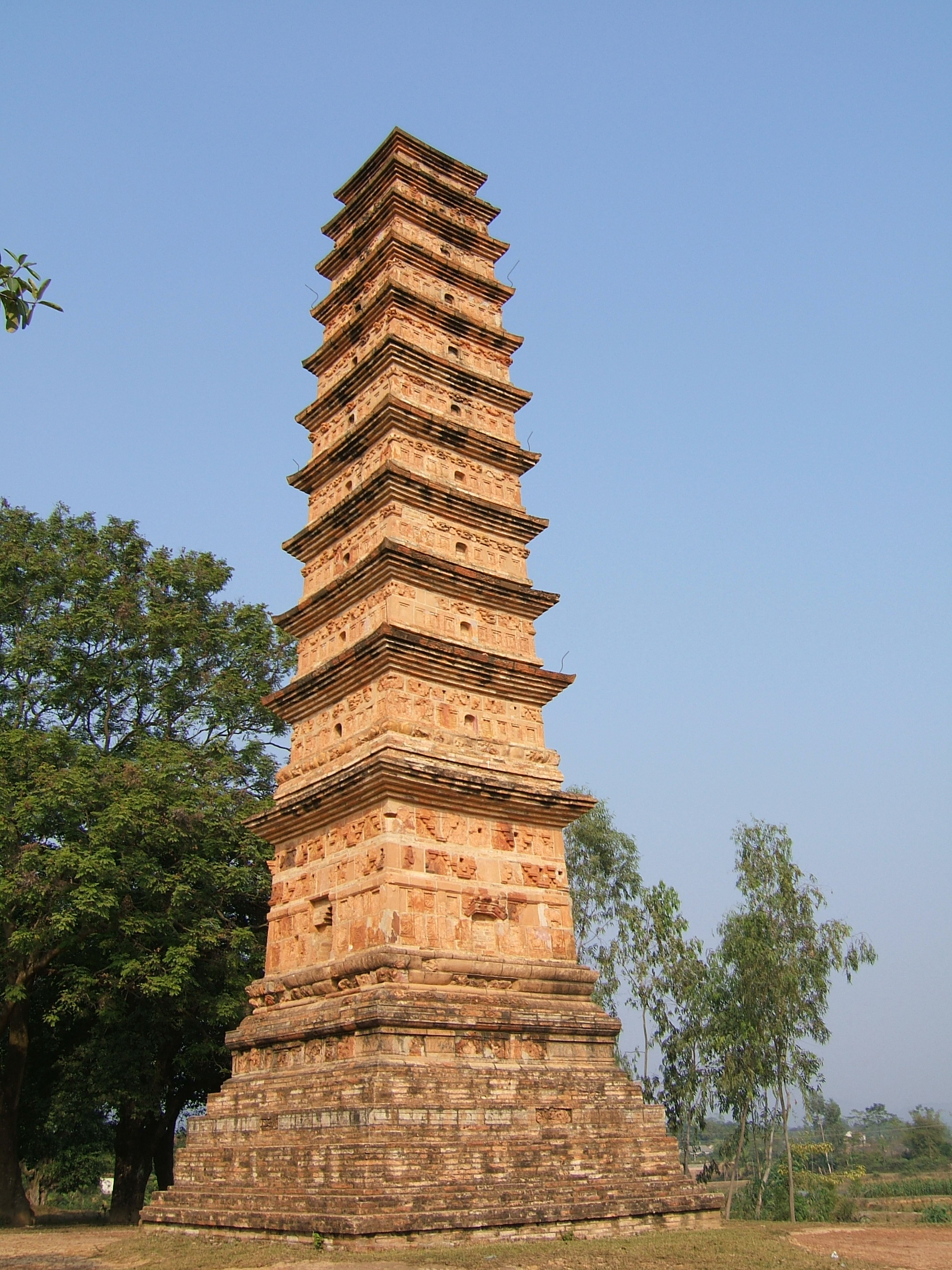
Tháp Chùa Vĩnh Khánh
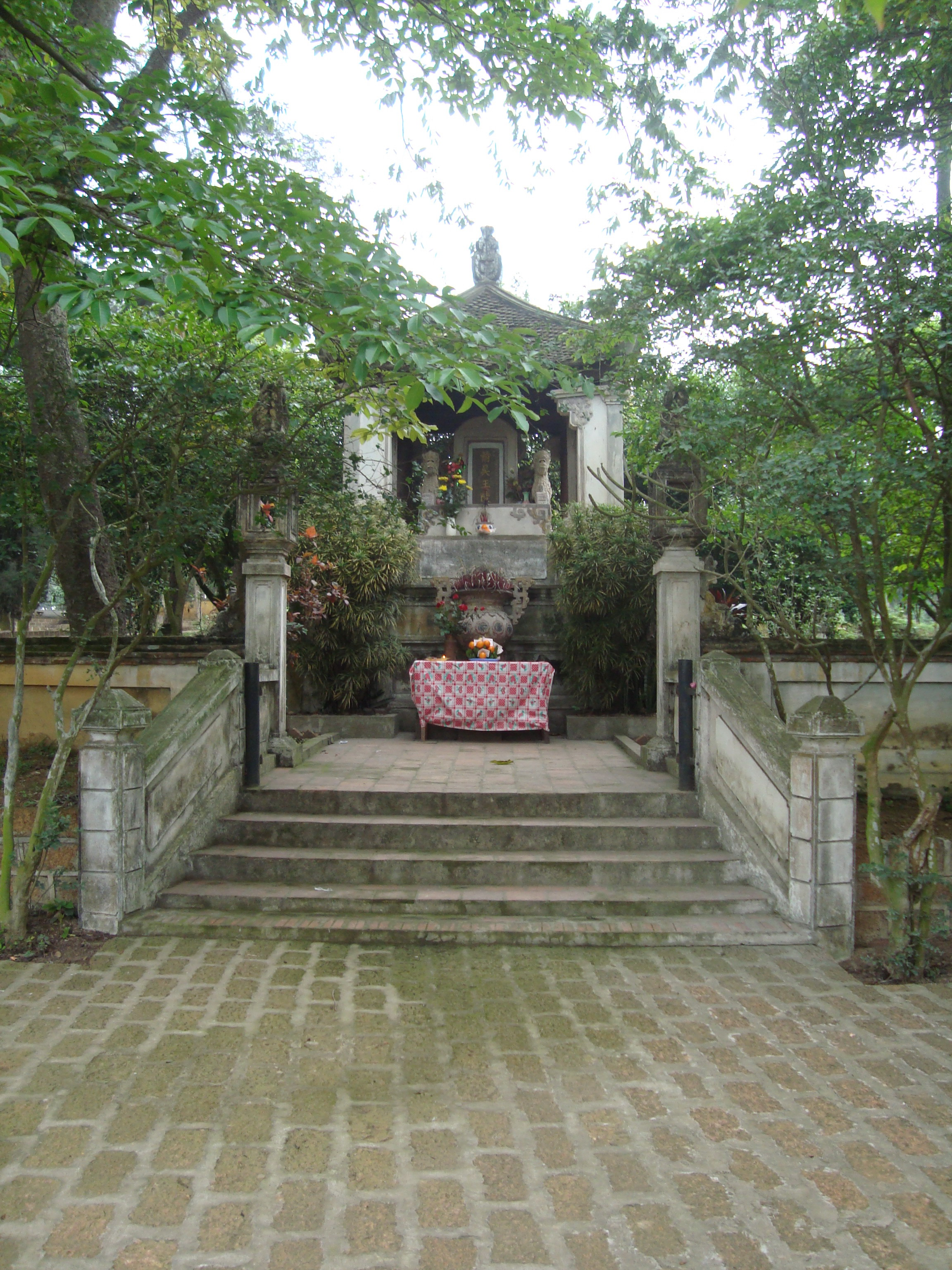
Lăng Ngô Quyền
Đền HùngĐền Hùng
Chùa ThầyChùa Thầy
Đền Hát MônĐền Hát Môn
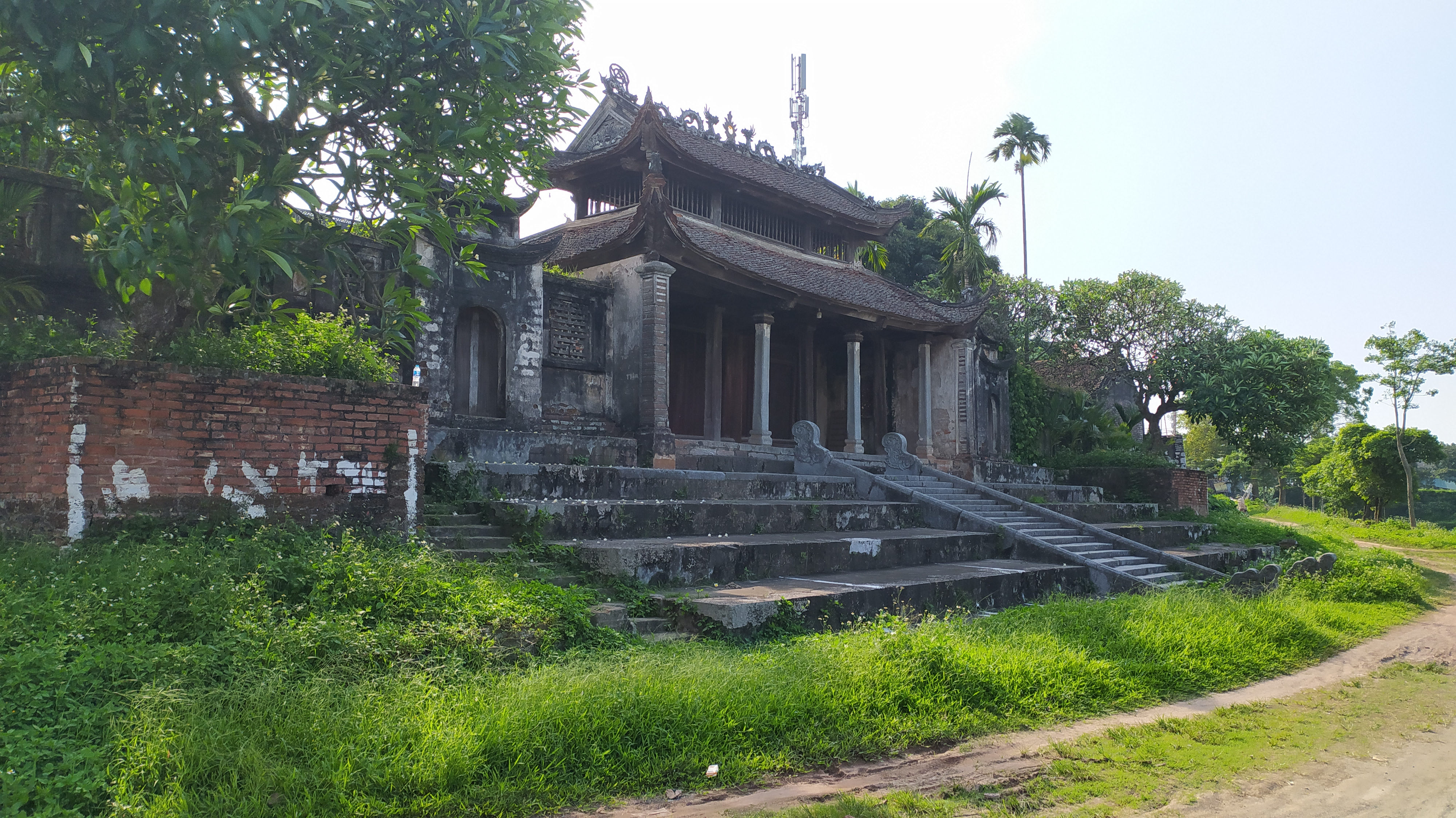
Đình So
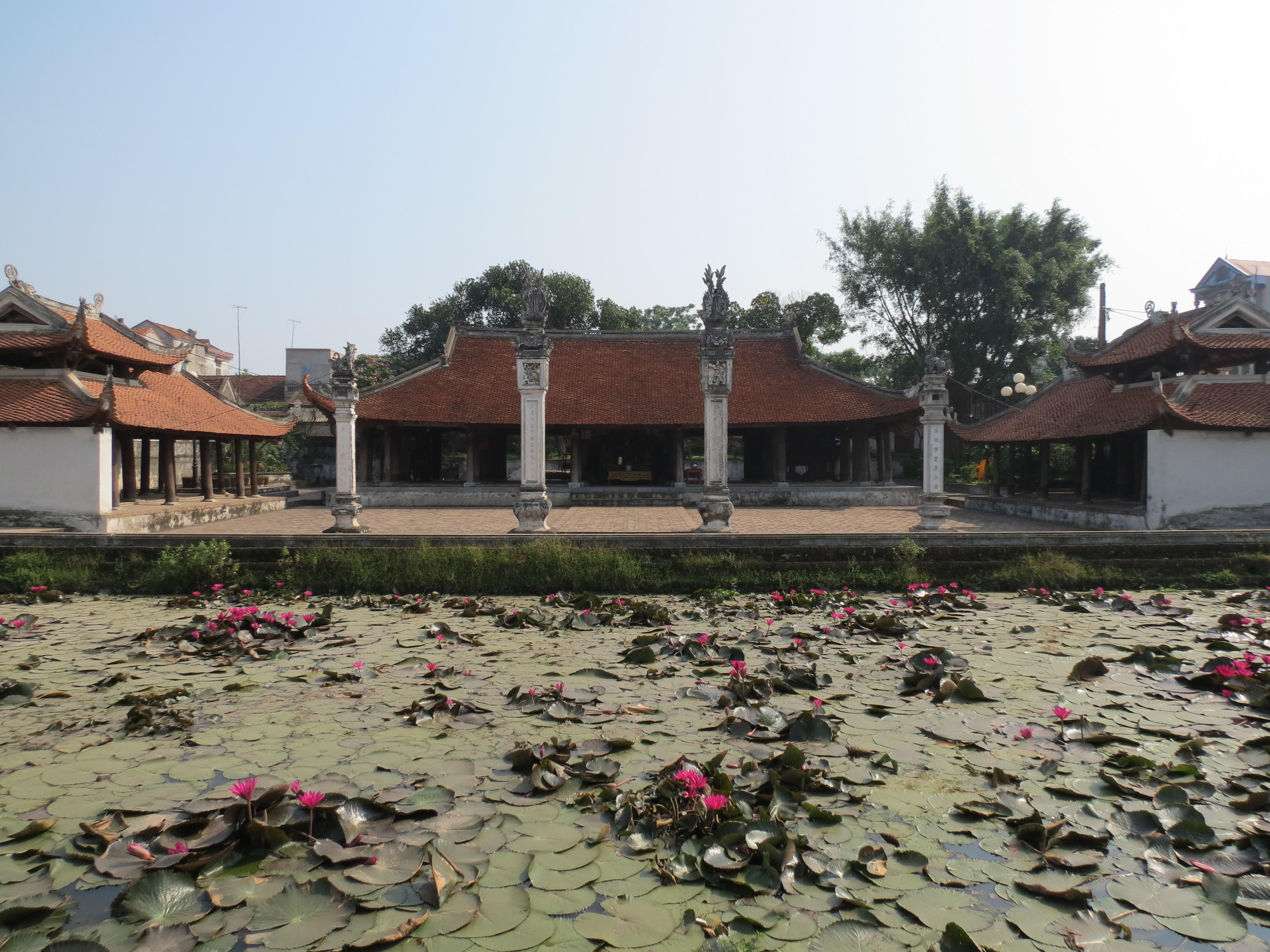
Đình Tây Đằng
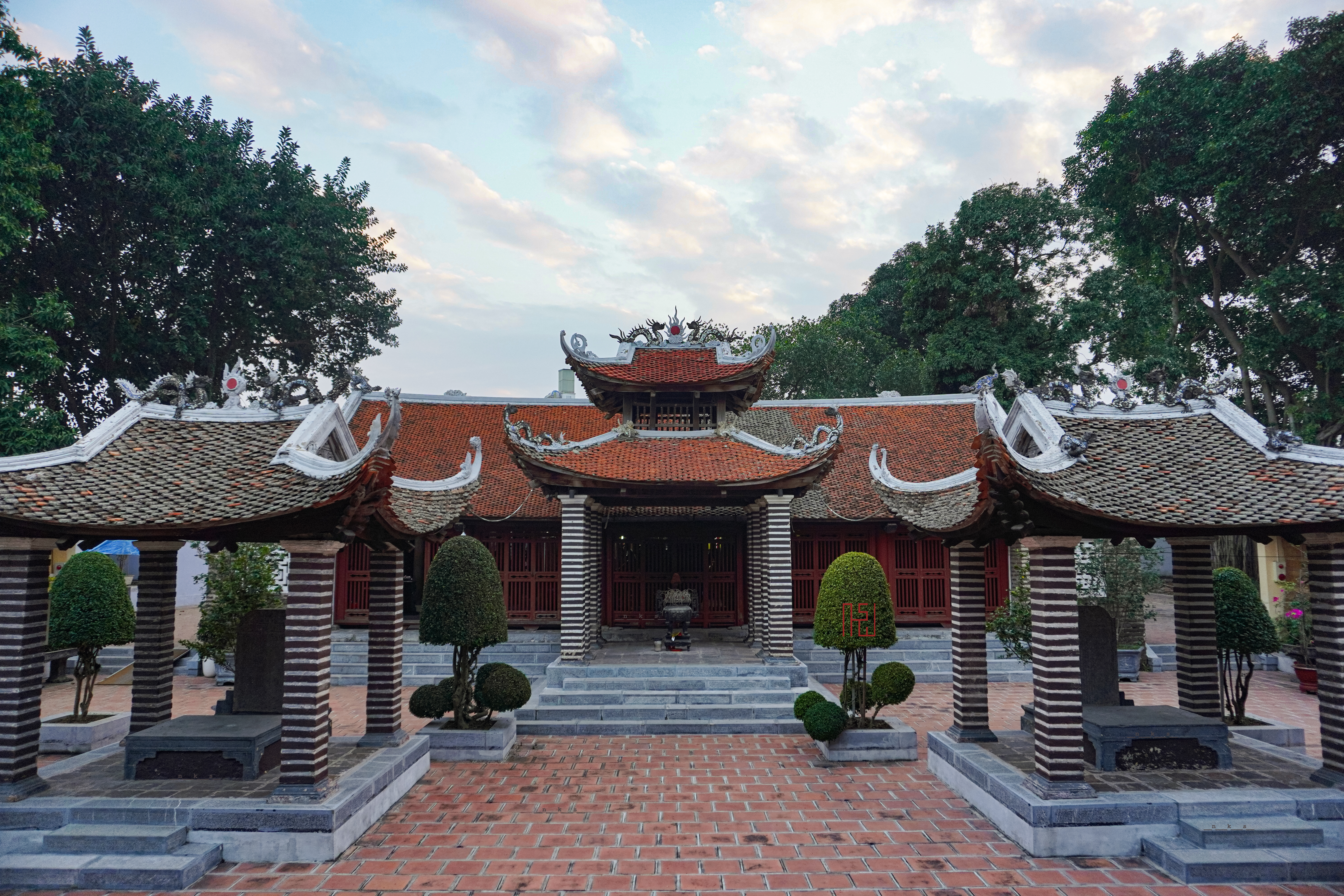
Đình Chèm
Nem PhùngNem Phùng
Cọ ỏmCọ ỏm
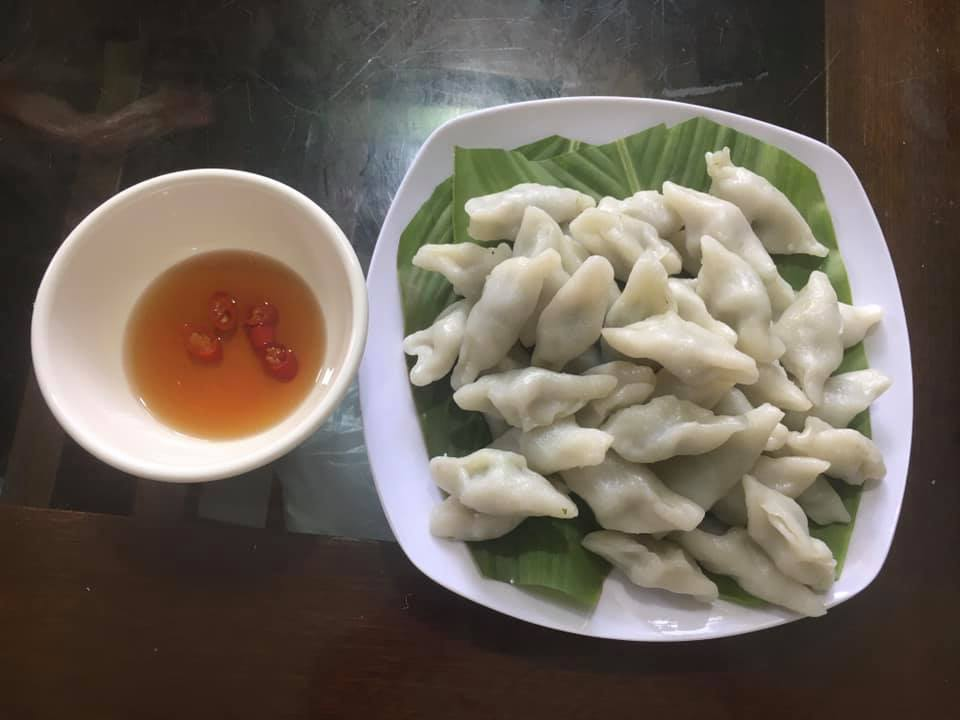
Bánh hòn
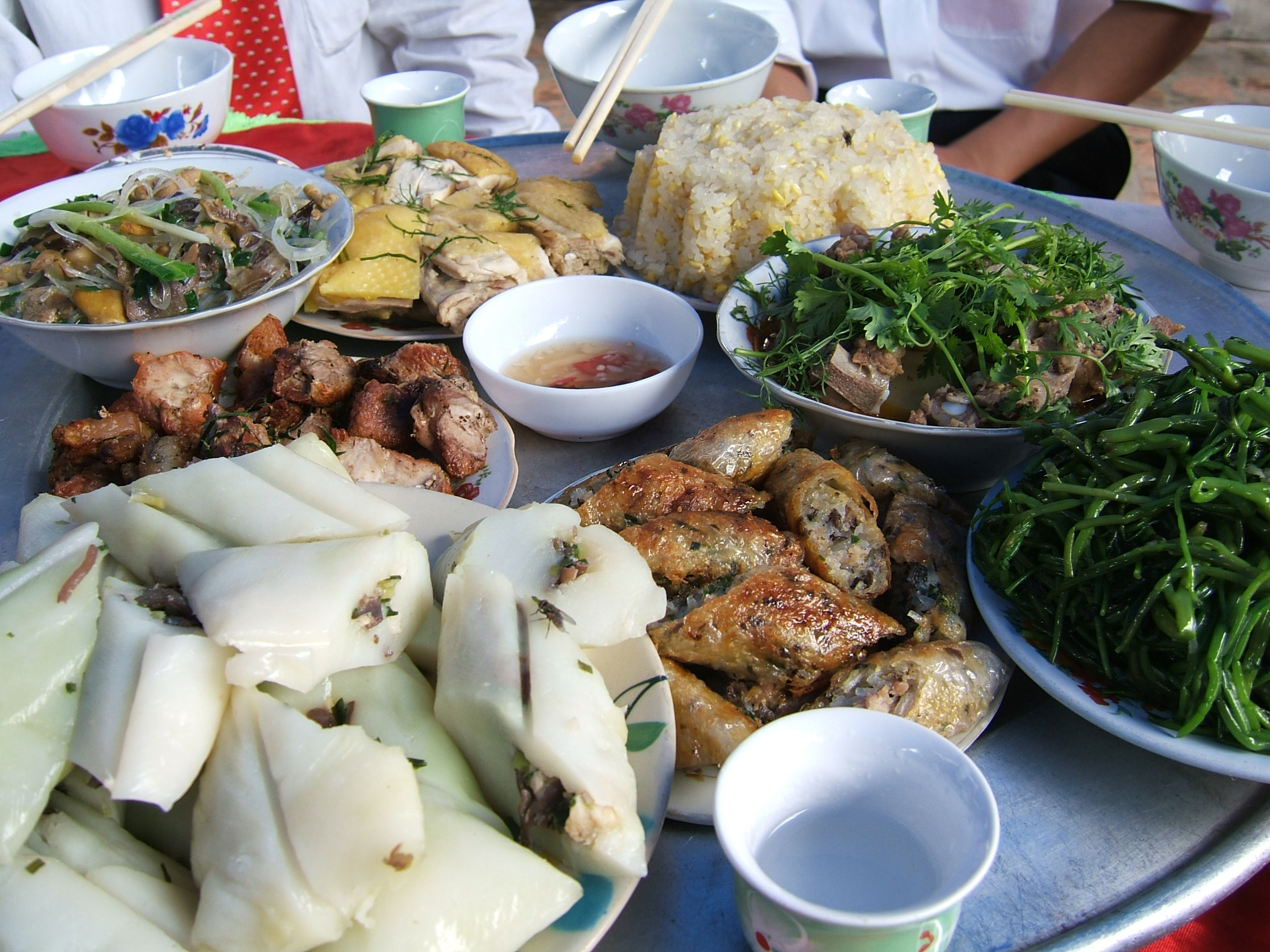
Cỗ Sơn Tây